# Toobally Lakes
Die Toobally Lakes sind eine Seengruppe etwa 135 km östlich von Watson Lake im Südosten des kanadischen Territoriums Yukon.
Die Seengruppe wird über den Smith River nach Süden zum Liard River entwässert. Die Toobally Lakes umfassen die beiden Seen Upper Toobally Lake (11,7 km²) und Lower Toobally Lake (10,8 km²) sowie ein, zwei kleinere Gewässer, die zwischen diesen beiden Hauptseen liegen.